# Pontrieux
Pontrieux (bretonisch Pontrev) ist eine französische Gemeinde mit 1004 Einwohnern (Stand 1. Januar 2022) in der Region Bretagne im Département Côtes-d’Armor im Kanton Bégard.
Sie liegt am Ufer des Flusses Trieux. Der Name Pontrieux bedeutet „Brücke über den Trieux“ (lat. Pons super triticum). Die Bewohner werden Pontriviens und Pontriviennes genannt.
Die Gemeinde erhielt die Auszeichnung „Vier Blumen“, die vom Conseil national des villes et villages fleuris (CNVVF) im Rahmen des jährlichen Wettbewerbs der blumengeschmückten Städte und Dörfer verliehen wird.

## Geschichte
Pontrieux war vom 15. Jahrhundert bis zum 19. Jahrhundert eine aktive Handelsstadt, in der hauptsächlich Getreide, Leinen und Flachs, Wein, sowie Pferde gehandelt wurden. Bis zum 19. Jahrhundert war die Brücke Saint-Yves von Pontrieux das einzige Verbindungsstück zwischen der Ortschaft Guingamp und dem Meer, welches es erlaubte, von einem Ufer des Trieux (Trégor) zum anderen (Goëlo) zu gelangen. In Pontrieux wurden die ersten Tickets für die Pariser Metro gedruckt.

### Bevölkerungsentwicklung
| Jahr                       | 1962 | 1968 | 1975 | 1982 | 1990 | 1999 | 2006 | 2016 |
| Einwohner                  | 1543 | 1411 | 1359 | 1146 | 1050 | 1121 | 1076 | 1036 |
| Quellen: Cassini und INSEE |      |      |      |      |      |      |      |      |

## Verkehr
Pontrieux liegt an der Bahnstrecke Guingamp–Paimpol, die am Ortskern einen Haltepunkt und am Hafen einen Bahnhof hat.

## Sehenswürdigkeiten

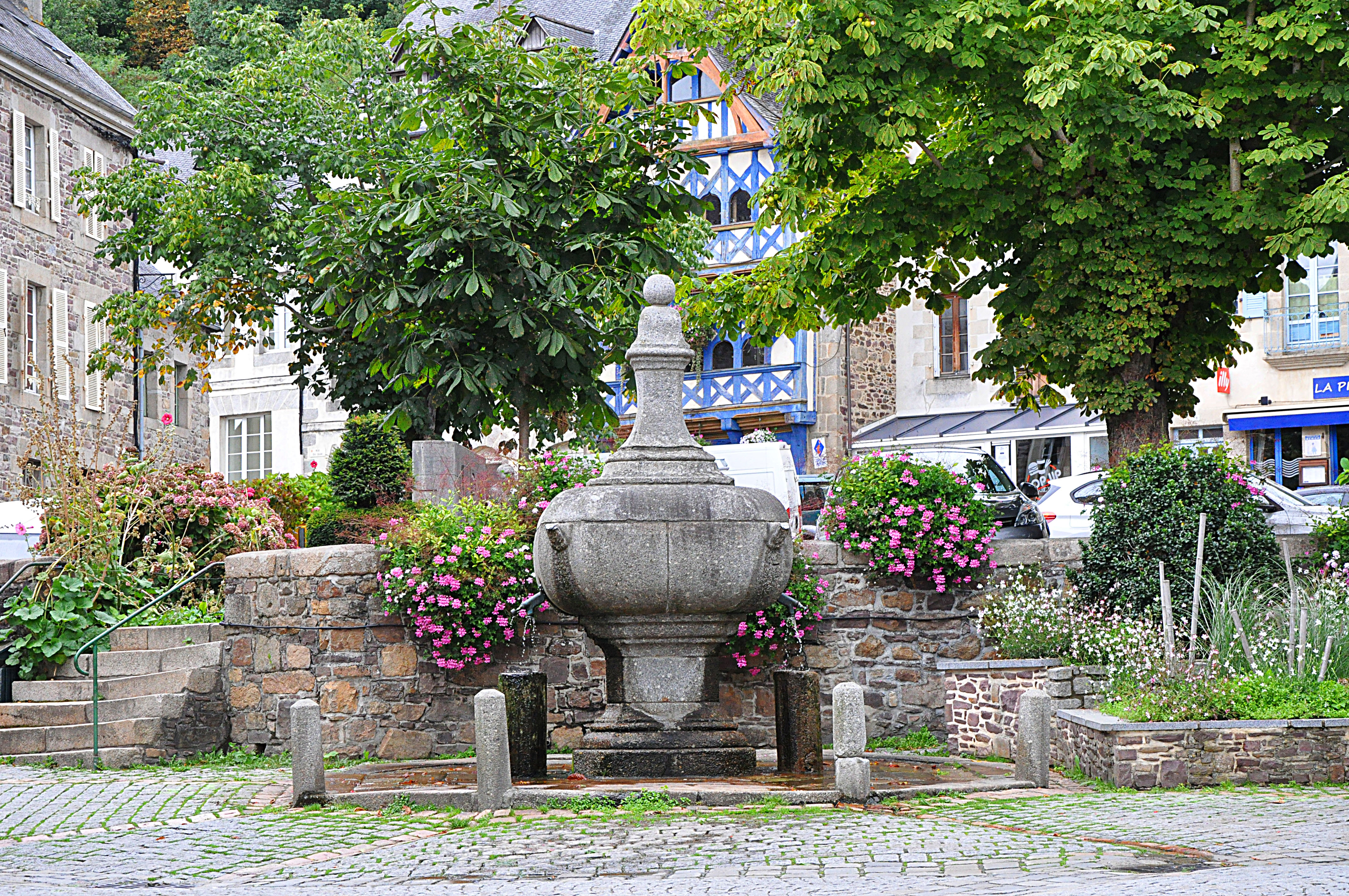
Brunnen, im Hintergrund das Fachwerkhaus „La Tour Eiffel“

- Fachwerkhaus, genannt „La Tour Eiffel“ aus dem 16. Jahrhundert, Fassade seit 1926 als Monument historique eingeschrieben
- Ein in der Bretagne einmaliger, aus Granit gebauter Barockbrunnen aus dem 18. Jahrhundert am Place le Trocquer, seit 1964 als Monument historique eingeschrieben
- Kirche Saint-Colomban, in den 1880er Jahren von Ernest Le Guerranic errichtet
- Kirche Notre-Dame-des-Fontaines, zwischen 1840 und 1843 im neoklassischen Stil gebaut

Siehe auch: Liste der Monuments historiques in Pontrieux

## Politik
Die Gemeinde ist Mitglied des Gemeindeverbandes Guingamp-Paimpol Agglomération.

## Persönlichkeiten
- Yves Le Trocquer (1877–1938), Politiker und Ingenieur